# Гугъл книги
Гугъл книги (на английски: Google Books) е услуга на Гугъл.
Претърсва пълните текстове на книги и списания, които са били сканирани от Гугъл, преобразувани в текст чрез оптично разпознаване на символи и съхранявани в дигиталната си база данни. Книгите се предоставят или от издателства и автори чрез партньорската програма на Гугъл, или от библиотекарските партньори на компанията. Освен това, Гугъл си сътрудничи с редица издателства на списания, за да дигитализира архивите им.
Проектът е оповестен за пръв път на Франкфуртския панаир на книгата през октомври 2004 г. под името Google Print. Програмата за сканиране на творби от колекциите на библиотеки и добавянето им към дигиталния инвентар е обявена през декември същата година.
Инициативата на Гугъл книги често е приветствана за потенциала си да предоставя безпрецедентен достъп до това, което може да се превърне в най-големия сбор на човешко познание, и за насърчаване на демократизирането на знанието. Въпреки това, тя е и критикувана за потенциални нарушения на авторски права и за липсата на възможност за редактиране на множеството грешки, които се генерират при обработването на сканираните текстове.
Към октомври 2015 г. броят на сканираните книги надминава 25 милиона, но процесът на сканиране се е забавил сред американските академични библиотеки. През 2010 г. Гугъл изчисляват, че в света съществуват около 130 милиона различни заглавия на книги и обявяват, че имат намерението да сканират всичките. Към октомври 2019 г. Гугъл книги разполага с над 40 милиона сканирани заглавия.
Услугата предлага четири нива на достъп до книгите: пълен достъп, достъп до отделни страници, достъп до определени отрязъци от страници (за заглавия, неполучили разрешение за употреба от автора) или без достъп (за заглавия, които все още не са били сканирани).